# De hazelaar
De hazelaar is een kinderlegende en werd gepubliceerd in Kinder- und Hausmärchen van de gebroeders Grimm. De legende werd niet genummerd, maar staat bekend als  KHM(210).
De legende verhaalt over een bijgeloof dat met de hazelaar is verbonden.

## Het verhaal
Het kindje Jezus ligt op een middag te slapen in zijn wieg en zijn moeder kijkt liefdevol naar hem. Ze gaat aardbeien zoeken in het bos, omdat ze weet dat het kindje dit heerlijk zal vinden. Ze vindt een plek met de mooiste aardbeien, maar er springt een adder op als ze zich bukt. De adder volgt haar, maar ze verstopt zich achter een hazelaarstruik tot de adder weer in de grond is gekropen. Pas dan plukt ze de aardbeien en zegt "zoals de hazelaar mij bescherming geboden heeft, zo zal hij dit in de toekomst ook bij andere mensen doen".